# Dietrich Schindler-Huber
Samuel Dietrich Schindler-Huber (* 22. Juli 1856; † 22. September 1936; heimatberechtigt in Mollis und Zürich) war ein Schweizer Industrieller.

## Biografie

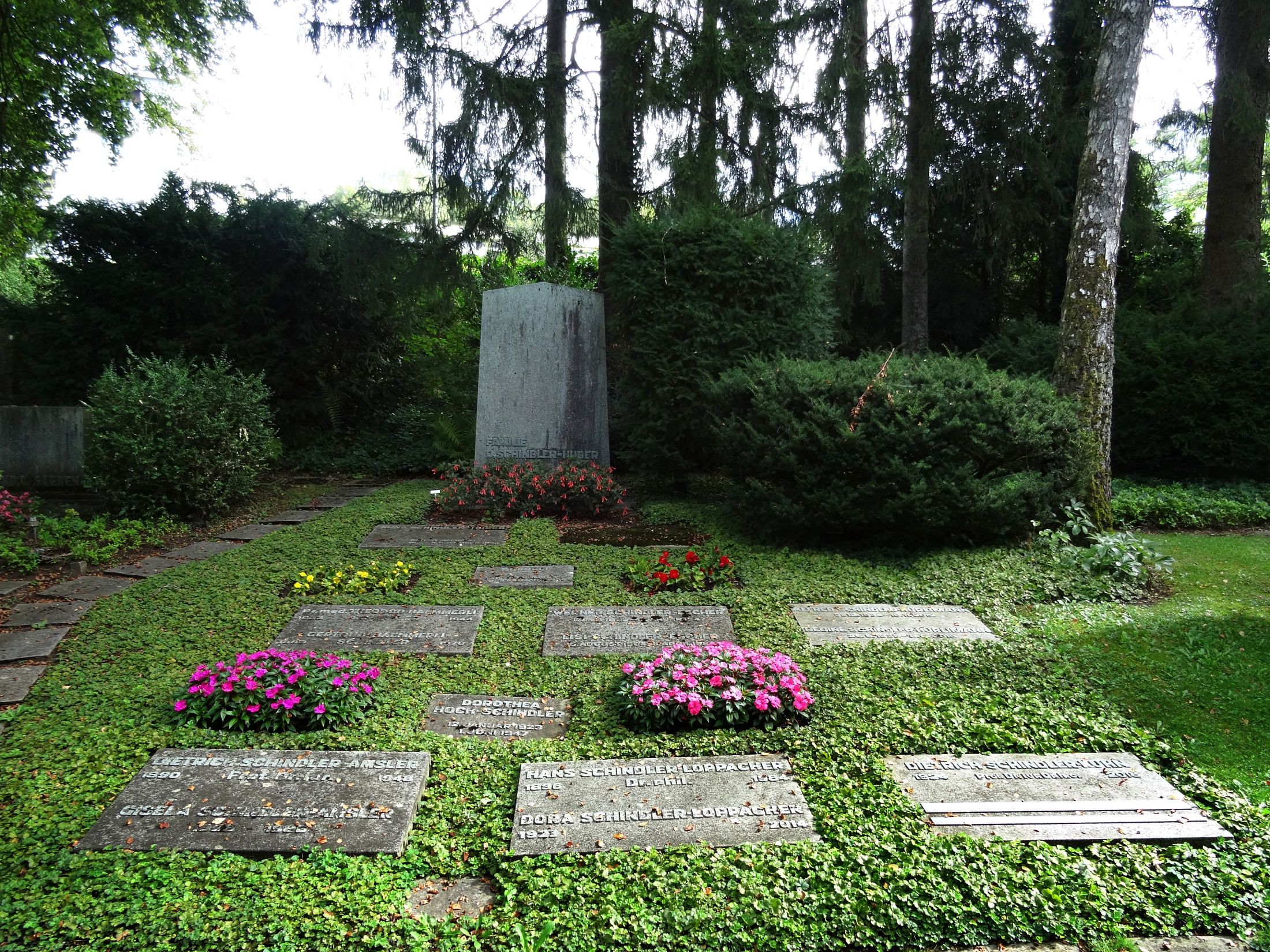
Grab, Friedhof Enzenbühl, Zürich

Dietrich Schindler wurde 1856 als Sohn des Caspar und der Wilhelmine Elise Schindler-Escher geboren. 
1888 heiratete er Anna Barbara Huber, die Tochter von Peter Emil Huber-Werdmüller, einem Mitbegründer der Maschinenfabrik Oerlikon und der Aluminium Industrie AG, und Schwester des Diplomaten Max Huber und des Ingenieurs Emil Huber-Stockar. Eines ihrer Kinder war der Staats- und Völkerrechtler Dietrich Schindler.
Sein Schwager war der Unternehmer und Politiker John Syz.
Schindler war zuerst Seidengazefabrikant. Sein Schwiegervater Peter Emil Huber-Werdmüller berief in 1903 als kaufmännischen Leiter der Maschinenfabrik Oerlikon (MFO). Er folgte Peter Emil Huber als Generaldirektor der MFO von 1911 bis 1935. Der Nachfolger in dieser Funktion wurde sein Sohn Hans Schindler. 
Dietrich Schindler-Huber fand seine letzte Ruhestätte auf dem Friedhof Enzenbühl in Zürich. 

## Weitere Tätigkeiten
- Präsident der zürcherischen Seidenindustriegesellschaft
- Vorstandsmitglied der Zürcher Handelskammer von 1889 bis 1935
- Vizepräsident des Schweizerischen Handels- und Industrievereins von 1918 bis 1926
- Vizepräsident des Vereins Schweizerischer Maschinenindustrieller ab 1915
- FDP-Mitglied des Zürcher Kantonsrats von 1904 bis 1914
- Schweizer Delegierter an der ersten Internationalen Arbeitskonferenz in Washington 1919

## Ehrung
- Ehrendoktor der ETH Zürich 1931